# Tino Reboli
Tino Reboli (Newark, Nova Jersey, 9 de setembre de 1913 - Nutley, Nova Jersey, 18 de novembre de 1985) fou un ciclista estatunidenc, professional des del 1932 fins al 1947. Va competir en les curses de sis dies.

## Palmarès
- 1935
  - 1r als Sis dies de Cleveland (amb Alfred Letourneur)
- 1938
  -  Campió dels Estats Units en Mig Fons
- 1939
  -  Campió dels Estats Units en Mig Fons
- 1946
  - 1r als Sis dies de Chicago (amb Erwin Pesek)